# Guerra anglo-francese (1627-1629)
La guerra anglo-francese del 1627-1629 fu un importante conflitto militare che vide contrapporsi il Regno di Francia di Luigi XIII e il Regno d'Inghilterra di Carlo I. 
La guerra vide principalmente contrapporsi le flotte delle due superpotenze e venne combattuta anche per il controllo di una porzione del Nuovo Mondo; gli infatti Inglesi attaccarono anche la Nuova Francia e conquistarono la città di Québec. 

## Antefatti
Una delle principali cause che portò al conflitto fra le due potenze europee fu un fallito trattato dall'alleanza in chiave anti-asburgica proposto dagli Inglesi nel 1624. Questo stesso anno, infatti, prese le redini del regno francese il cardinale Richelieu, il quale decise di sviluppare una politica estera che andasse a danneggiare l'economia britannica. Nel 1626, la Francia siglò una pace segreta con la Spagna, con la quale era in guerra insieme all'Inghilterra, mentre nella corte britannica aumentarono i pettegolezzi su Enrichetta Maria, moglie del re Carlo I, la quale credevano alcuni stesse complottando un colpo di stato. Inoltre, in quegli anni la Francia incominciò a potenziare e a migliorare la propria marina, fatto che allarmò molto il Parlamento inglese, all'interno del quale i nobili iniziarono a contemplare una possibile guerra con lo storico nemico.
Tuttavia, l'Inghilterra non voleva entrare direttamente in conflitto con la Francia e così, nel giugno 1626, il Parlamento inviò a La Rochelle Walter Montagu, un abate e agente segreto britannico, il quale aveva il compito di contattare tutti i nobili ugonotti della città e sobillare una rivolta protestante. Gli Inglesi avrebbero infatti appoggiato tale rivolta, riuscendo in questo modo a danneggiare la Francia senza entrarvi in  guerra. Nel marzo 1627, Enrico II di Rohan e suo fratello Beniamino diedero inizio a tale sommossa.

## La guerra

### L'assedio di Saint-Martin-de-Ré
Scoppiata la rivolta a La Rochelle, Carlo I, nel giugno 1627, ordinò al suo comandante prediletto George Villiers, al comando di una flotta di 80 navi e un esercito composto da 6 000 uomini, di occupare il porto della vicina Isola di Ré. Sebbene essa fosse una roccaforte protestante, l'Isola di Ré non si era mai direttamente unita alla rivolta organizzata dagli abitanti di La Rochelle, ad ogni modo gli inglesi, con la scusa di proteggere gli ugonotti lì presenti, tentarono di catturare la città fortificata di Saint-Martin-de-Ré, tuttavia furono respinti dall'esercito francese dopo tre mesi. Infatti, delle piccole imbarcazioni francesi erano riuscite ad aggirare il blocco navale posto dagli Inglesi a Saint-Martin. Alla fine, questi ultimi si ritararono, dal momento che i soldati dell'esercito, già logorati dalle malattie, stavano rimanendo senza paga. Dopo un ultimo disperato attacco a Saint-Martin, gli Inglesi furono respinti subendo pesanti perdite e si ritirarono dall'isola.

### L'assedio di La Rochelle
Nel frattempo, l'Inghilterra inviò anche altre due flotte per sostenere la ribellione a La Rochelle. La prima, guidata da William Feilding, partì nell'aprile 1628, tuttavia attraccò a Portsmouth prima che potesse scontrarsi con i Francesi. William Feilding sostenne infatti che la flotta non era ancora pronta per affrontare il nemico. La seconda flotta, composta da 29 navi da guerra e 31 vascelli mercantili e comandata da Robert Bertie, invece, arrivò a La Rochelle nell'agosto del 1628. Nel settembre dello stesso anno, gli Inglese tentarono di attaccare l'accampamento assediante francese, tuttavia, dopo averlo bombardato più volte e aver tentato anche di allagare il loro esercito distruggendo la diga della città, la flotta inglese fu costretta a ritirarsi. Senza l'adeguato supporto britannico, la città si arrese il 28 ottobre di quell'anno.

### La spedizione nella Nuova Francia
La guerra anglo-francese del 1627-1629 fu una delle prime guerre che si combatterono anche nel Nuovo Mondo. Infatti, un manipolo inglese comandato da David Kirke invase la Nuova Francia nel 1628, con l'obbiettivo di conquistare Québec, città all'epoca sotto il comando di Samuel de Champlain. L'esercito inglese riuscì a risalire risalì il fiume di San Lorenzo e a occupare il villaggio di Tadoussac. Kirke saccheggiò il paese e bloccò ogni accesso al fiume di San Lorenzo, riuscendo anche a catturare un vascello mercantile francese diretto a Québec e pieno di viveri. Tuttavia, la rigidità dell'inverno costrinse Kirke a tornare in Inghilterra, ove Carlo I, dopo che seppe dei successi militari da lui ottenuti, gli affidò una flotta personale, che sarebbe salpata la primavera successiva. Quando la primavera arrivò, Kirke risalì nuovamente il fiume di San Lorenzo con la sua nuova flotta e intercettò un ulteriore convoglio francese, il quale stava trasportando alimentari per gli abitanti di Québec, ormai ridotti alla fame. Vista la situazione in cui gli abitanti della città versavano, Kirke ne chiese la resa incondizionata e, non avendo alternative, Champlain capitolò il 19 luglio 1629.

## Fine della guerra
Nel frattempo, tuttavia, le tensioni fra la Francia e gli Asburgo aumentarono nuovamente e dunque Richelieu iniziò a trattare con gli Inglesi per porre fine alle ostilità. Il 28 giugno 1629, tramite la pace di pace di Alais, egli siglò un trattato con i nobili ugonotti, confermando e riconoscendo i principi basilari dell'editto di Nantes. Successivamente, le due superpotenze decisero di firmare il trattato di Susa, con il quale stabilirono un ritorno allo status quo ante bellum.
Per quanto concerne la situazione nella Nuova Francia, nel 1632 Carlo I accettò di restituire le terre in quei luoghi conquistate a patto che Luigi XIII avesse pagato la dote della moglie. Infatti, tramite il trattato di Saint-Germain-en-Laye, Québec e le terre dell'Acadia furono restituite alla Compagnia dei cento associati.